# دوکا (رنج)
دوکا (انگلیسی: Duḥkha) معمولاً به «رنج»، «درد» یا «ناراحتی» ترجمه می‌شود، مفهوم مهمی در بودیسم، جین (دین) و هندوئیسم است ممکن است به‌طور خاص به «نارضایتی» یا «ناراحتی» زندگی روزمره اشاره داشته باشد، وقتی که به دلیل هوس و ولع/حرص و طمع و ناآگاهی نباشد.

اصل دوکا می‌گوید زندگی یعنی رنج کشیدن. این اصطلاحات ممکن است گیج کننده باشند، چراکه آیین بودائی همه تجربیات زندگی را ناخوشایند نمی‌داند. دوکا مفهوم ظریف تری دارد و به معنی مفاهیمی مانند اضطراب، آشفتگی یا نارضایتی نیز می‌باشد. این هسته اصلی عقیده بودایی است و همه عقاید و اعمال دیگر بر اساس اولین حقیقت اصیل می‌باشند. بودایی‌ها معتقدند که دوکا مشکل بشر را توضیح می‌دهد: رنج محصول امیال نادرست است، به خصوص خواسته‌هایی که موقتی هستند.